# 마거릿 리빙스턴

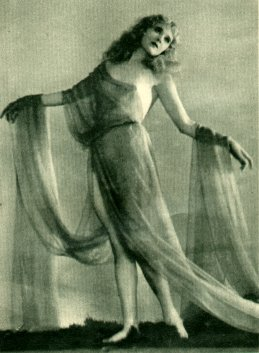

마거릿 리빙스턴(영어: Margaret Livingston, 1895년 11월 25일 ~ 1984년 12월 13일)는 미국의 배우이다. F. W. 무르나우 감독의 영화 《선라이즈》에 출연했다.
솔트레이크시티에서 태어났으며 워링턴에서 사망하였다.

## 영화
- 브로드마인디드 (1931년)
- 스마트 머니 (1931년)
- 마지막 위험 (1929년)
- 선라이즈 (1927년)
- 더 블루 이글 (1926년)
- 버터플라이 (1924년)